# Stortjärnen (Skellefteå socken, Västerbotten, 719733-173476)
Stortjärnen är en sjö i Skellefteå kommun i Västerbotten och ingår i Skellefteälvens huvudavrinningsområde.